# Alfa Romeo Bella
De Alfa Romeo Bella is een conceptauto van het Italiaanse autohuis Alfa Romeo. De auto was voor het eerst te zien op de Autosalon van Genève in 1999. De auto is tot stand gekomen middels een samenwerking van Alfa Romeo en het designhuis Bertone.
Vrij vertaald kan men de auto De Schone noemen. De auto is qua techniek gebaseerd op de Alfa Romeo 166 met een 3.0 V6 motor. De auto zou kunnen leiden tot het vormgeven van een coupéversie van de 166, wat niet gebeurd is. De auto is een 2+2-model (een kleine achterbank).